# Weber-Syndrom
Das Weber-Syndrom (Synonyme: Hemiplegia alternans oculomotorica superior, Hemiplegia alternans superior und Weber-Gubler-Lähmung) ist ein klassisches Hirnstammsyndrom, das durch eine umschriebene Gewebsschädigung im Bereich des Mittelhirnfußes entsteht, wobei Teile der Substantia nigra zerstört und Teile der Pyramidenbahn, des Tractus corticopontinus und die Wurzelfasern des Nervus oculomotorius unterbrochen werden. Es ist nach Hermann David Weber benannt, einem deutschstämmigen Arzt, der in London praktizierte und es 1863 beschrieb.

## Semiologie
Auf der Seite der Läsion (ipsilateral) kommt es zu einer Okulomotoriusparese, die zu Einschränkungen der Augenbeweglichkeit und Doppelbildern führt. Es entsteht ein Lähmungsschielen, und die Pupille ist weit und lichtstarr. Durch die Beeinträchtigung von Bahnen, die weiter kaudal kreuzen, kommt es auf der gegenüberliegenden Seite (kontralateral) zu einer unterschiedlich stark ausgeprägten, meist spastischen Halbseitenlähmung (Hemiparese) mit rigider Tonuserhöhung der Muskulatur und Dystaxie. Da die zentralen (supranukleären) Bahnen zu den Kernen der Hirnnerven VII., IX., X. und XII. ebenfalls in Mitleidenschaft gezogen sein können, sind auch zentrale Paresen der mimischen Gesichts-, Schlund- und Zungenmuskulatur auf der kontralateralen Seite zu beobachten.

## Ursachen
Ursache eines Weber-Syndroms ist meist ein Hirnstamminfarkt durch Verschluss eines Astes (Ramus interpeduncularis) der Arteria cerebri posterior oder der Arteria choroidea posterior. Denkbar ist auch jede andere umschriebene Schädigung in diesem Gebiet, zum Beispiel durch einen entzündlichen Herd.